# 杜惠平
杜惠平（1966年7月—），男，山西晋城人，中国无线电工程学家，政治人物，中国民主同盟盟员。

## 生平

### 教育经历
1984年9月至1988年7月，在成都电讯工程学院微波工程系学习，获工学学士学位。1988年7月至1991年1月，在电子科技大学电磁场与微波技术专业学习，获工学硕士学位。1991年1月至1994年7月，在电子科技大学电磁场与微波技术专业学习，获工学博士学位。

### 工作经历
1994年7月至2014年8月，在重庆邮电学院（2006年改称重庆邮电大学）任教。1994年12月晋升副教授，1999年11月晋升教授。2001年3月至2003年9月，担任重庆邮电学院光电工程学院院长。2003年9月至2014年8月，担任副校长。
2014年8月至2019年12月，担任重庆第二师范学院院长。2019年12月至今，担任重庆理工大学校长。

### 社会职务
1995年1月加入中国民主同盟。曾任重庆市第二届、三届人大代表；民盟重庆市第二届委员、常委、副主委，第三届、四届、五届委员、常委、副主委；第十一届民盟中央委员、常委；第十二届、十三届全国政协委员。